# Hadsund Skole
Hadsund Skole er en folkeskole beliggende i Hadsund i Mariagerfjord Kommune. Skolen har klasser fra børnehaveklasse til niende klasse med 750 elever fordelt på 28 klasser, og næsten 100 ansatte. Skolen er på 6000 kvadratmeter og blev indviet den 5. januar 2005. Skolen er en afdelingsopdelt skole, og hver afdeling har egen afdelingsleder. Klasselokalerne i udskolingsafdelingen har døre direkte ind til naboklassen, hvilket muliggør samarbejde med elever og lærere fra naboklassen i undervisningen. I alle klasselokaler er der interaktive tavler og trådløs IT-dækning til elevernes computere.
Skolen har tilhørende svømmehal og idrætshal. Skolen omfatter i alt ca. 11.200 m² etageareal, heraf 9.800 m² folkeskole, 1.000 m² svømmehal og 400 m² idrætsfaciliteter.
Den gamle skole i Hadsund lå på Kirkegade ved siden af byens kirke. Den rummede også svømmehal, men den er i dag blevet omdannet til en biograf. Den gamle skole blev i løbet af 2006 omdannet til Hadsund KulturCenter. Det blev indviet den 17. november 2006.

## Ekstern henvisning
- Hadsund Skoles hjemmeside Arkiveret 28. april 2014 hos  Wayback Machine
- Hadsund Svømmehals hjemmeside Arkiveret 12. februar 2013 hos  Wayback Machine